# Noc listopadowa (dramat)
Noc listopadowa – trzeci z kolei utwór Stanisława Wyspiańskiego, po „Warszawiance” i „Lelewelu”, poruszający tematykę powstania listopadowego.

## Geneza
Główną przyczyną napisania „Nocy listopadowej” było zafascynowanie Wyspiańskiego tematem powstania i lektura takich dzieł jak: „Historia powstania listopadowego” Stanisława Barzykowskiego oraz „Powstanie narodu polskiego w roku 1830 i 1831” Maurycego Mochnackiego. Wpływ na powstanie dramatu mogła mieć również najprawdopodobniej wizyta autora w Warszawie w 1898 roku i wrażenia jakie zrobiły na nim Łazienki.
Utwór powstawał długo, bo od jesieni 1901 roku do 31 maja 1904 roku, kiedy to Wyspiański kończy przepisywanie dramatu. Dzieło ukazało się drukiem w roku 1904.

## Gatunek
„Noc listopadowa” to dramat sceniczny składający się z 10 luźnych scen, w którym brak podziału na akty. Sceny tworzą szereg samodzielnych epizodów, rozgrywających się w różnych miejscach. (…) Suma tych epizodów składa się na wielowymiarowy obraz powstania i kondensuje dramatyzm zdarzeń. Dostrzec można inspiracje dramatem romantycznym (brak zasady trzech jedności, luźna kompozycja, rozrachunek z powstaniem). Wyspiański napisał nieco później uzupełnienie do dramatu w formie „programu muzyki antraktowej”, które znamy z rękopisu. Pierwsza inscenizacja dramatu odbyła się w rocznicę śmierci poety: 28 listopada 1908 roku.

## Tematyka

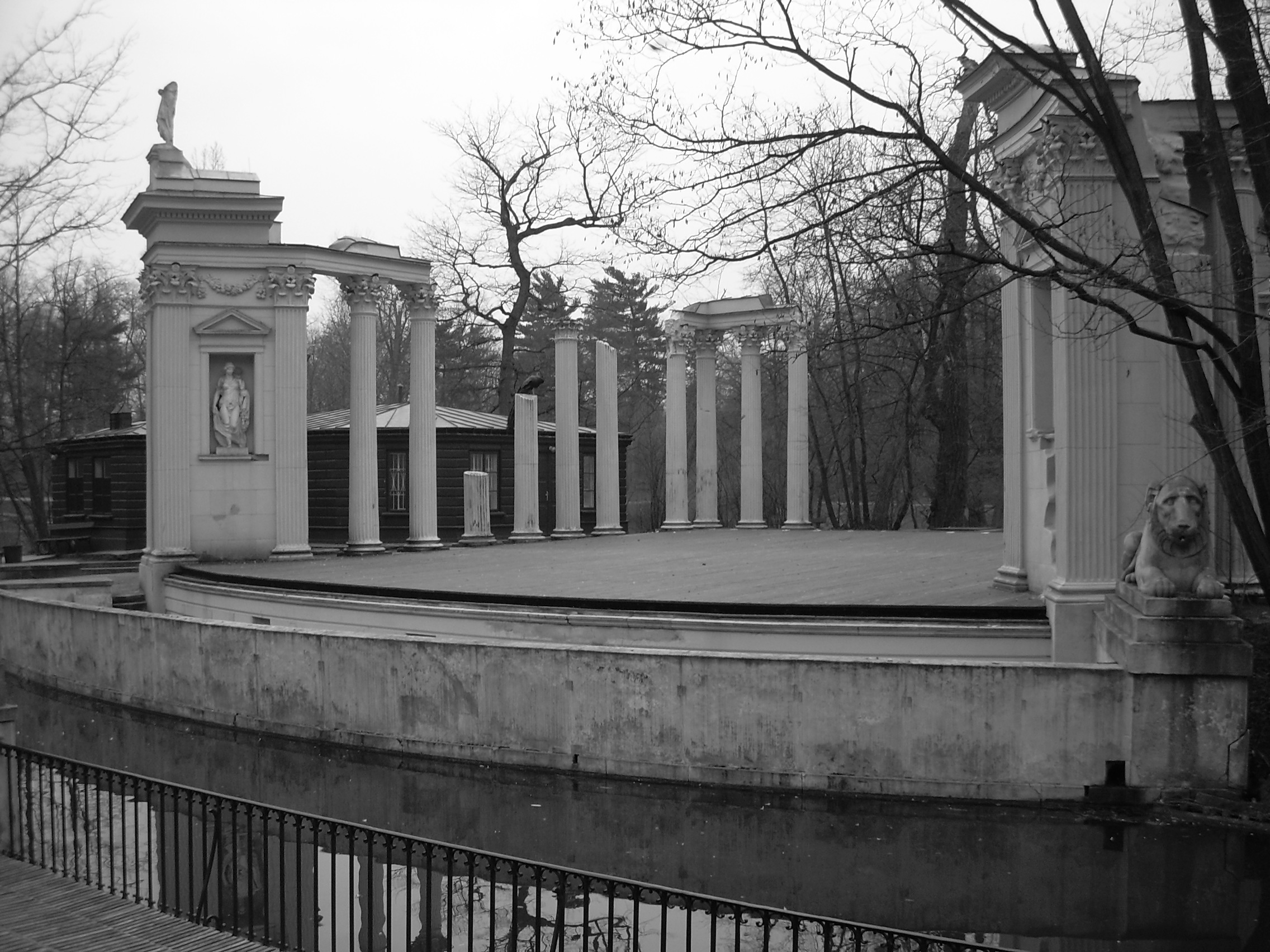
Amfiteatr w Łazienkach Królewskich

Utwór przedstawia obraz pierwszych godzin powstania listopadowego (wydarzenia nocy z 29 na 30 listopada 1830 roku), odważnego zrywu podchorążych i jego przebieg. Akcja dramatu toczy się, z wyjątkiem przeniesionych do śródmieścia Warszawy scen V, VI i VII, w Łazienkach lub w ich bliskim sąsiedztwie. (…) W zakres wizji dramatycznej zostało wciągnięte całe otoczenie: park i pałac na Wyspie oraz niektóre ze zdobiących go zewnątrz i wewnątrz posągów, pomnik Jana III Sobieskiego, Amfiteatr, Szkoła Podchorążych oraz Belweder.
Wyspiański bardzo wiernie przedstawia wydarzenia i postacie historyczne, korzystając z książek Barzykowskiego i Mochnackiego: Z książek tych Wyspiański czerpie nie tylko informacje. „Noc listopadowa” jest w dużej mierze inscenizacją obrazów – żywo, plastycznie, z pasją opowiedzianych przez obu świadków-autorów. Ukazuje losy powstańców, niepowodzenia, przeszkody, opór podzielonego i niezdecydowanego społeczeństwa, brak naczelnego wodza, zawód ze strony przywódców i polityków (Chłopicki, Lelewel, Potocki) oraz tragiczne okoliczności powodujące niepotrzebne ofiary (Nowicki).
Równolegle do planu historycznego autor prowadzi wydarzenia planu mitologicznego ściśle związane z akcją powstańczą, pełniące rodzaj swoistego komentarza czy uzupełnienia. Kamienne posągi bogów greckich, zdobiące aleje parku Łazienkowskiego, ożywają w noc listopadową, włączają się w działania ludzkie, inspirują je i aranżują.

## Ważniejsze postacie dramatu
(według: T. Podoska, Objaśnienia [do:] S. Wyspiański, Noc listopadowa, Kraków 1987)

### Postacie historyczne
(Powstańcy)
- Piotr Wysocki (1797–1875) – podporucznik w Szkole Podchorążych Piechoty, współorganizator tajnego sprzysiężenia, które doprowadziło do wybuchu powstania listopadowego.
- Seweryn Goszczyński (1801–1876) – poeta, działacz polityczny i konspirator. W Związku Wysockiego należał do grupy cywilnych spiskowców, którzy 29.11.1830 r. dokonali napadu na Belweder.
- Ludwik Nabielak (1804–1883) – pisarz i dziennikarz. W nocy 29.11.1830 r. dowodził oddziałem belwederczyków.
- Jan Zajączkowski (1808–1882) – podporucznik 4 Pułku Piechoty Liniowej. Powiadomiony o wybuchu powstania zaalarmował północno-zachodnią część miasta i udał się do Teatru Rozmaitości, a następnie pospieszył pod Arsenał.
- Florian Dąbrowski (1798–1848) – porucznik 7 Pułku Piechoty Liniowej. Uczestnik walk powstania listopadowego.
- Józef Chłopicki (1771–1854) – generał dywizji w wojsku Królestwa Polskiego. Po ostrym starciu z w. ks. Konstantym podał się do dymisji. Typowany na wodza powstania przez członków tajnych stowarzyszeń, odrzucał propozycję. Po wybuchu powstania, przystał na przyjęcie dowództwa.
- Joachim Lelewel (1786–1861) – historyk, pedagog. Popierał i inicjował działalność spiskową. Po wybuchu powstania powołany do rządu.
- Ksawery Bronikowski (1796–1852) – prawnik, konspirator i publicysta. Po wybuchu powstania zmobilizował rzemieślników i ruszył z nimi na Arsenał

Pozostali uczestnicy powstania: porucznik Leon Czechowski, Józef Nowicki, Józef Zaliwski
(Przeciwnicy powstania)
- Wielki Książę – Konstanty Pawłowicz (1779–1831). Przez brata cara Aleksandra, po utworzeniu Królestwa Polskiego w 1816 roku mianowany naczelnym wodzem wojsk polskich.
- Joanna Grudzińska (1799–1831) – druga żona w. ks. Konstantego
- Dmitrij Dmitrijewicz Kuruta (1770–1838) – generał – porucznik piechoty rosyjskiej, dowódca korpusu gwardii, zastępca Konstantego jako naczelnego wodza wojsk polskich.
- Aleksiej Gendre – generał – major wojsk rosyjskich, należący do świty w. ks. Konstantego; zabity podczas napadu na Belweder.
- Makrot – Henryk Mackrott junior – najlepszy tajny agent w Królestwie Polskim na usługach carskich.
- Mateusz Eustachy Lubowidzki (1787–1874) – wiceprezydent Warszawy, zausznik w. ks. Konstantego. Znienawidzony przez Polaków. Ciężko zraniony podczas ataku na Belweder.
- Stanisław Potocki (1776–1830) – uczestnik powstania kościuszkowskiego, lubiany i szanowany w Warszawie. Po utworzeniu Królestwa Polskiego mianowany generałem i senatorem – wojewodą. Wybrany przez spiskowców na jednego z wodzów powstania odmówił (był przeciwny rewolucji) i pozostał wierny w. ks. Konstantemu, meldując się w Belwederze i przeciągając część wojsk na swoją stronę. Śmiertelnie raniony 29.11.1830 r. podczas próby odwiedzenia Polaków od walki.

Pozostali: generał Franciszek Żymirski, Michaił Iwanowicz Lewicki, Wincenty Krasiński

### Postacie mitologiczne
- Atena – grecka bogini mądrości, siły i męstwa.
- Nike – bogini zwycięstwa, towarzyszy bitwom i zawodom szermierczym, spełnia ofiary po odniesionym zwycięstwie, głosi tryumf bohaterów po szczęśliwie zakończonej wojnie.
  - Nike spod Termopil (w 480 r. p.n.e. w wąwozie Termopile król Sparty Leonidas wraz z 300 Spartanami powstrzymał bohatersko napór przeważających sił perskich; zdradzeni przez Efialtesa wszyscy padli na polu walki, a Kserkses I zajął Attykę i Ateny).
  - Nike spod Maratonu (w 490 r. p.n.e. pod Maratonem w Attyce Grecy pod wodzą Miltiadesa odnieśli słynne zwycięstwo nad wojskami Persów).
  - Nike spod Salaminy (w 480 r. p.n.e. koło wyspy Salaminy flota Grecka dowodzona przez Temistoklesa rozbiła flotę Kserksesa, zmuszając go do odwrotu z Grecji).
  - Nike spod Cheronei (w 338 r. p.n.e. Filip II Macedoński pokonał pod Cheroneą Ateńczyków i Teban. Klęska Greków pod Cheroneą stała się kresem niepodległości Hellady).
- Ares – grecki bóg wojny; kłótliwy i gwałtowny, brutalny i okrutny; rozmiłowany w walce dla samego mordu i rozlewu krwi.
- Kery – przebywające w Tartarze skrzydlate duchy piekielne towarzyszące nagłej śmierci człowieka, wydostające się na ziemię na każdy odgłos wojny.
- Hekate – bogini łaskawa dla ludzi, zsyłająca szczęście, siłę i sławę, odwracająca klęski i nieszczęścia, czuwająca nad sprawiedliwością.
- Eumenidy albo Erynie – boginie zemsty, uosobienie wyrzutów sumienia.
- Demeter – bogini urodzaju i roślinności, zwłaszcza zbóż.
- Kora (Persefona, Prozerpina) – córka Demeter, podstępnie porwana i zaślubiona przez Hadesa.

## Przesłanie i sens utworu
Podstawą konstrukcyjną dramatu jest historia i przestrzeń, powiązane ze sobą i przeplatające się, nad którymi jednocześnie rozgrywa się wątek mitologiczny. Dochodzi do przenikania się treści mitologicznych z historycznymi, czyli swoistej interpretacji historii przez mit. Do zdarzeń nocy 29 listopada ukazanych w „Nocy listopadowej” Wyspiański odniósł się nieco inaczej niż w poprzednich dziełach. Tutaj pomimo wszelkich niepowodzeń, klęsk i zagrożeń zaakcentowany został dobitnie nakaz walki za wszelką cenę. Dla narodu skazanego na niewolnicze spodlenie jest to jedyna historyczna alternatywa. Powstanie było zdrowym odruchem narodowego instynktu, było wyrazem woli niepodległego istnienia. Wprowadzane przez autora boginie i bogowie stają się prowodyrami ludzkich zachowań i zapowiadają dalsze losy powstańców. Boginie Nike paradoksalnie nie uosabiają wyłącznie zwycięstwa, ale również klęskę (Nike spod Cheronei czy Termopil). Utożsamione są w dramacie jako bóstwa śmierci, tragizmu i porażki. Inny jednak wątek mitologiczny zdaje się być optymistyczną interpretacją upadku powstania. Mit o Demeter i Korze, o ich pożegnaniu zdaje się być swego rodzaju analogią do wydarzeń historycznych, przesłaniem ideowym. W dramacie zmagają się jak gdyby dwie przeciwstawne siły, poryw ku wyzwoleniu i nieuchronne chylenie się ku śmierci. Ten pierwszy znajduje symboliczny wyraz w olimpijskim motywie Pallady i Aresa, demonicznych inspiratorów powstania podchorążych, to drugie w eleuzyńskim micie o Korze-Prozerpinie, który wyraża odwieczny, nie do pokonania porządek świata. Tragedia powstania listopadowego to właśnie analogia do owego dnia, w którym Kora schodzi do Hadesu a całe życie obumiera. Jednak tak jak w micie, kiedy nastaje wiosna i wszystko budzi się do życia wraz z powrotem Kory na ziemię, tak ofiara powstańców nie będzie daremna, a przelana przez nich krew stanie się posiewem i gwarancją przyszłej wolności. Kora podczas pożegnania z matką wymawia znamienne słowa:

Umierać musi, co ma żyć…

Tak jak ziarna wschodzą po zimie tak ziarna bohaterstwa i patriotyzmu zostaną przechowane i wzejdą, kiedy przyjdzie na to czas. Słowa włożone w usta Kory najlepiej oddają założenia i poglądy ideowe Wyspiańskiego:

Wieki i lata, co przyjdą,

żyć będą ziaren tych treścią.

(…)

Pokoleniom ostawię czyny,

po ojcach wielkich – wielkie wskrzeszę syny –

kiedyś – będziecie wolni